# 1066

## Esdeveniments

### Països Catalans
- 8 de desembre - Sant Marçal de Montseny: el monestir és erigit en abadia.

### Món
- Es veu el cometa de Halley a Europa, escampant-se el pànic.
- Conquesta d'Anglaterra pels normands:
  - 25 de setembre: Harald Hardrade, rei de Noruega, mor en la batalla de Stamford Bridge.
  - 28 de setembre: Guillem el Conqueridor desembarca a la costa anglesa a Pevensey.
  - 14 d'octubre: Batalla de Hastings entre Guillem el Conqueridor i Harold II d'Anglaterra. Harold mor i Guillem s'endú la victòria.
  - 25 de desembre: Guillem és coronat Rei d'Anglaterra.

## Necrològiques

### Món
- 17 d'abril, Barbastre, Aragó: Ermengol III, denominat el de Barbastre, comte d'Urgell (n.1038).[1]

- 25 de setembre, Stamford Bridge, Yorkshire (Regne d'Anglaterra): Harald Hardrade, rei de Noruega.
- 14 d'octubre, Hastings, East Sussex (Regne d'Anglaterra): Harold II d'Anglaterra, rei d'Anglaterra.